# Île Fecteau
L'île Fecteau est située dans l'Est du Québec en Basse-Côte-Nord dans la Côte-Nord au Canada.